# ベールシャジ
ベールシャジ（ウクライナ語: Бершадь）はウクライナのヴィーンヌィツャ州にある都市。ドーフナ川、ベルラディーンカ川の河岸に位置する。都市の高さは海抜171 mである。面積は7.1 km²。人口は12,205人 (2022年1月1日)。
史料では1459年から見られる。
市内ではベールシャジ駅がある。首都キエフまでの直線距離は239 km、車道で284 kmとなっている。州庁所在地までの直線距離は122 km、車道で160 kmとなっている。